# Система футбольных лиг Чехии
Система футбольных лиг Чехии состоит минимум из 10 уровней. Ниже приведена таблица.

## Система
|    | Чемпионаты, регулируемые Футбольной ассоциацией Чехии                                   | Чемпионаты, регулируемые Футбольной ассоциацией Чехии | Чемпионаты, регулируемые Футбольной ассоциацией Чехии | Чемпионаты, регулируемые Футбольной ассоциацией Чехии | Чемпионаты, регулируемые Футбольной ассоциацией Чехии |
| -- | --------------------------------------------------------------------------------------- | ----------------------------------------------------- | ----------------------------------------------------- | ----------------------------------------------------- | ----------------------------------------------------- |
| 1  | Первая лига 16 клубов                                                                   | Первая лига 16 клубов                                 | Первая лига 16 клубов                                 | Первая лига 16 клубов                                 | Первая лига 16 клубов                                 |
| 2  | Футбольная национальная лига 16 клубов                                                  | Футбольная национальная лига 16 клубов                | Футбольная национальная лига 16 клубов                | Футбольная национальная лига 16 клубов                | Футбольная национальная лига 16 клубов                |
|    | Соревнования в Богемии                                                                  | Соревнования в Богемии                                | Соревнования в Богемии                                | Соревнования в Моравии и Силезии                      | Соревнования в Моравии и Силезии                      |
| 3  | Богемская футбольная лига 32 клуба                                                      | Богемская футбольная лига 32 клуба                    | Богемская футбольная лига 32 клуба                    | Моравско-силезская футбольная лига 18 клубов          | Моравско-силезская футбольная лига 18 клубов          |
| 4  | Дивизион A 16 клубов                                                                    | Дивизион B 16 клубов                                  | Дивизион C 16 клубов                                  | Дивизион D 16 клубов                                  | Дивизион E 16 клубов                                  |
|    | Чемпионаты, регулируемые региональными футбольными союзами и Пражским футбольным союзом |                                                       |                                                       |                                                       |                                                       |
| 5  | Региональные чемпионаты и чемпионат Праги                                               | Региональные чемпионаты и чемпионат Праги             | Региональные чемпионаты и чемпионат Праги             | Региональные чемпионаты и чемпионат Праги             | Региональные чемпионаты и чемпионат Праги             |
| 6  | I класс A                                                                               | I класс A                                             | I класс A                                             | I класс A                                             | I класс A                                             |
| 7  | I класс B                                                                               | I класс B                                             | I класс B                                             | I класс B                                             | I класс B                                             |
|    | Чемпионаты, регулируемые областными футбольными союзами и Пражским футбольным союзом    |                                                       |                                                       |                                                       |                                                       |
| 8  | II класс (областные чемпионаты) и II класс (Прага)                                      | II класс (областные чемпионаты) и II класс (Прага)    | II класс (областные чемпионаты) и II класс (Прага)    | II класс (областные чемпионаты) и II класс (Прага)    | II класс (областные чемпионаты) и II класс (Прага)    |
| 9  | III класс                                                                               | III класс                                             | III класс                                             | III класс                                             | III класс                                             |
| 10 | IV класс                                                                                | IV класс                                              | IV класс                                              | IV класс                                              | IV класс                                              |